# Somon Majmadbekov
Somon Majmadbekov (24 de marzo de 1999) es un deportista tayiko que compite en judo.
Participó en dos Juegos Olímpicos de Verano en los años 2020 y 2024, obteniendo una medalla de bronce en París 2024 en la categoría de –81 kg. En los Juegos Asiáticos de 2022 consiguió una medalla de oro.
Ganó una medalla en el Campeonato Mundial de Judo de 2024 y cuatro medallas en el Campeonato Asiático de Judo entre los años 2021 y 2025.

## Palmarés internacional
| Juegos Olímpicos    | Juegos Olímpicos       | Juegos Olímpicos  | Juegos Olímpicos |
| Año                 | Lugar                  | Medalla           | Categoría        |
| ------------------- | ---------------------- | ----------------- | ---------------- |
| 2024                | París (Francia)        | Medalla de bronce | –81 kg           |
| Campeonato Mundial  |                        |                   |                  |
| Año                 | Lugar                  | Medalla           | Categoría        |
| 2024                | Abu Dabi (EAU)         | Medalla de bronce | –81 kg           |
| Juegos Asiáticos    |                        |                   |                  |
| Año                 | Lugar                  | Medalla           | Categoría        |
| 2022                | Hangzhou (China)       | Medalla de oro    | –81 kg           |
| Campeonato Asiático |                        |                   |                  |
| Año                 | Lugar                  | Medalla           | Categoría        |
| 2021                | Biskek (Kirguistán)    | Medalla de plata  | –73 kg           |
| 2022                | Nursultán (Kazajistán) | Medalla de bronce | –81 kg           |
| 2024                | Hong Kong (China)      | Medalla de bronce | –81 kg           |
| 2025                | Bangkok (Tailandia)    | Medalla de plata  | –81 kg           |